# Pterocarya pterocarpa
Pterocarya pterocarpa là một loài thực vật có hoa trong họ Juglandaceae. Loài này được Kunth ex I. Iljinsk. miêu tả khoa học đầu tiên năm 1824.